# Kahler Frauenmantel
Der Kahle Frauenmantel (Alchemilla glabra) ist eine zu den Rosengewächsen (Rosaceae) zählende Art. Sie gehört zur Alchemilla-glabra-Gruppe, die sich durch zumindest teilweise dicht anliegende Behaarung auszeichnet. Die Kelch- und die Außenkelchblätter sind ungleich groß und kürzer als der Kelchbecher.

## Erscheinungsbild
Der Kahle Frauenmantel ist eine mittelgroße bis große Art, die eine Wuchshöhe von bis zu 60 cm erreichen kann. Die Grundblätter sind nieren- bis kreisförmig und besitzen eine offene, enge bis weite Basalbucht. Diese ist oft etwas trichterförmig und 6 bis 15 cm breit. Die Spreite ist zu 1/4 bis 1/3 in 7 bis 9, manchmal auch bis zu 11 breit und stumpf-dreieckige, hyperbolische Lappen geteilt. Die Lappen besitzen 6 bis 10 schmal bis breit-dreieckige, teilweise zur Lappenspitze neigende Zähne. Die Blattoberseite wie auch die -unterseite ist gänzlich kahl. Lediglich die Adern in der äußeren Hälfte sind anliegend behaart. Die Blattstiele sind meist nur am unteren Teil anliegend behaart, seltener reicht die Behaarung auch über die gesamte Länge.
Die Blütenstängel sind ebenfalls in der Regel nur am unteren Teil, etwa auf 1/3 des Stängels, anliegend behaart. Sonst sind sie kahl. Die Blüten sind gelblich-grün gefärbt und wachsen in scheindoldigen bis büscheligen Teilblütenständen. Der Blütenbecher besitzt eine Länge von etwa 1,5 mm und ist kegelig-glockig geformt. Die Kelchblätter sind relativ spitz eiförmig-dreieckig und bis zu 1,6 mm lang. Die Außenkelchblätter sind meist schmaler als die halbe Breite der Kelchblätter.
Der Kahle Frauenmantel blüht vorwiegend in den Monaten Mai bis August.
Die Chromosomenzahl beträgt 2n = 96 oder 102-110.

## Verbreitung und Standortansprüche
Der Kahle Frauenmantel ist in Europa weit verbreitet. Im Norden bis zum 70. Breitengrad vordringend reicht sein Verbreitungsgebiet im Süden bis nach Spanien, Italien und die Balkanhalbinsel. Östlich dringt er bis nach Lettland und Litauen vor.
In Deutschland, Österreich und der Schweiz gehört Alchemilla glabra zu den häufigsten vorkommenden Arten. Sie ist fast im gesamten Gebiet vertreten.
Der Kahle Frauenmantel wächst vor allem in mageren Mäh- und Streuwiesen, an Grabenrändern und an Waldwegen. Er bevorzugt basenreiche, frische bis feuchte Standorte.

## Verwechslungsmöglichkeiten
Obwohl in der Blattform und im Umfang der Behaarung sehr variabel, ist Alchemilla glabra durch seine fast fehlende Behaarung gut von anderen Alchemilla-Arten zu unterscheiden.